# Capela Nova
Capela Nova é um município brasileiro do estado de Minas Gerais. De acordo com o censo realizado em 2022 sua população era de 4 362 habitantes. 

## Geografia
Localiza-se na Mesorregião do Campo das Vertentes 

## História
Em 1790, segundo o historiador padre Pe. José Duarte de Souza, o Senhor Manoel de Souza Maia, fazendeiro da região, pediu permissão à Sé de Mariana para a  construção da capela dedicada a Nossa Senhora das Dores, localizada atrás da serra da Pedra Menina, sendo freguesia de Queluz. Surge, desse modo, o arraial de "Capela Nova das Dores" ou, simplesmente, "Dores". No entanto, consta no registro de Provisões, nas Ordens Régias e no Arquivo Eclesiástico de Mariana, o requerimento feito por Antônio dos Santos Couto, a fim de nomear o povoado como Dores da Pedra Menina. Quando se planejava a construção do templo na região, Capela Nova já era bastante populosa, com cerca de 72 famílias, em fins do século XVIII. Em 1856, foi criada a freguesia. Em 1864, a paróquia foi transferida para o arraial do Glória, com a denominação de Nossa Senhora do Glória, sendo restaurada em 1870. O decreto de 17 de dezembro de 1938 reduziu a denominação de Capela Nova das Dores para Capela Nova. Em 12 de dezembro de 1953, foi criado o município de Capela Nova, desmembrando-se de Carandaí.
(História e Genealogia de Capela Nova das Dores - Pe. José Duarte de Souza, págs 1,2 e 3).

## Esporte
A cidade possui um estádio de futebol (Estádio Zezeca Moreira). Dentre os times mais tradicionais de Capela Nova estão o Palmeiras Futebol Clube, Fluminense Futebol Clube, Marcha Lenta Esporte Clube, o Capela Nova Esporte Clube, Souza Futebol Clube, além do caçula S.O.S Futebol Clube, fundado em 2015.[carece de fontes?]